# Хосокава Харумото
Хосокава Харумото (яп. 細川 晴元; 1514 — 24 марта 1563) — японский даймё в эпоху Сэнгоку Дзидай периода Муромати. Глава рода Хосокава. Сын Хосокавы Сумимото, известного самурая периода Муромати.

## Биография
Харумото стал главой рода в возрасте семи лет после смерти его отца в 1520 году. Будучи ребенком, Харумото воспользовался поддержкой Миёси Мотонаги.
В 1531 году Харумото и Мотонага изгнали Хосокаву Такакуни из столицы и приобрели большое влияние. Спустя год Харумото убил Мотонагу, опасаясь его растущей власти.
Таким образом, под властью Хосокавы оказался весь район Кинай (провинции Ямасиро, Ямато, Кавати, Идзуми и Сэтцу), и Харумото вошел в сёгунат, заняв должность канрэя.
В 1543 году Хосокава Удзицуна, приемный сын Такакуми, поднял войско. В 1549 году один из сильнейших полководцев и влиятельнейших советников Харумото, Миёси Нагаёси, перешел на сторону Удзицуны. Харумото был повержен и вместе с тринадцатым сёгуном Асикагой Ёситэру и его отцом Асикагой Ёсихару был изгнан в провинцию Оми.
Харумото и Ёситэру пытались бороться с Нагаёси за превосходство, но в 1561 году Харумото потерпел окончательное поражение, примирился с Нагаёси и отошел от дел.
Харумото тяжело заболел и умер в 1563 году. Потерявший всякое влияние род Хосокава развалился и не мог продолжать борьбу за власть.